# LH 4
LH 4, o ominide di Laetoli dall'inglese Laetoli Homind 4, è il numero di repertorio di una mandibola fossilizzata scoperta da Mary Leakey nel 1974 nel sito archeologico di Laetoli in Tanzania.

## Scoperta
Mary Leakey e il suo team, tra il 1974 e il 1977, durante la campagna di scavi che portò alla scoperta delle impronte fossili di Laetoli, riportarono alla luce anche quarantadue denti di ominide associati ad una mascella, chiamata LH 4.

## Classificazione
La classificazione si deve a Tim White e Donald Johanson che, dopo aver analizzato e confrontato la mandibola di LH 4 e lo scheletro fossile di Lucy, conclusero che questi appartenevano alla stessa specie che chiamarono Australopithecus afarensis, di cui ne rappresenta l'olotipo, nonostante l'opinione contraria di Mary Leakey.

## Caratteristiche
La mandibola, datata tra 3,9–2,9 milioni di anni fa, olotipo della specie Australopithecus afarensis, apparteneva ad un individuo adulto. L'arcata dentale è in buone condizioni, con poche od alcuna evidenza di distorsione. Risulta completa di nove denti, tutti i molari ed un canino.